# ソウル地方兵務庁駅
ソウル地方兵務庁駅（ソウルジバンビョンムチョンえき）は、大韓民国ソウル特別市永登浦区大方洞にあるソウル軽電鉄新林線の駅。駅番号はS403。

## 歴史
- 2021年2月7日：駅名確定[1]。
- 2022年5月28日：開業。

## 隣の駅
ソウル軽電鉄新林線
大方駅 (S402) - ソウル地方兵務庁駅 (S403) - ポラメ駅 (S404)